# Canton d'Aubagne-Ouest
Le canton d'Aubagne-Ouest est une ancienne division administrative française située dans le département des Bouches-du-Rhône, dans l'arrondissement de Marseille.
Il est supprimé à la suite du redécoupage cantonal de 2014.

## Composition
Le canton d'Aubagne-Ouest se composait d’une fraction de la commune d'Aubagne et d'une autre commune. Il comptait 41 357 habitants (population municipale) au 1er janvier 2012.
| Nom                   | Code Insee | Intercommunalité                   | Population (dernière pop. légale)               |
| --------------------- | ---------- | ---------------------------------- | ----------------------------------------------- |
| Aubagne (chef-lieu)   | 13005      | Métropole d'Aix-Marseille-Provence | Fraction : 35 057(2012) Commune : 45 290 (2016) |
| La Penne-sur-Huveaune | 13070      | Métropole d'Aix-Marseille-Provence | 6 338 (2014)                                    |

## Administration
| Période | Période | Identité        | Étiquette | Qualité |
| ------- | ------- | --------------- | --------- | --- |
| 2004    | 2015    | Daniel Fontaine | PCF       | Vice-président du Conseil général Maire d'Aubagne (2001-2014) Conseiller municipal d'opposition à Aubagne depuis 2014 |

## Historique
Ce canton a été créé en 2003. Avant ce redécoupage, le canton d'Aubagne comprenait les communes d'Aubagne, de Gémenos, de La Penne-sur-Huveaune et de Cuges-les-Pins. Les communes de Carnoux-en-Provence, de Cassis et de Roquefort-la-Bédoule étaient rattachées au canton de La Ciotat.

## Démographie
| 2006   | 2011   | 2012   |
| ------ | ------ | ------ |
| 41 577 | 41 989 | 41 357 |